# Piet van der Walt
Pour les articles homonymes, voir Van der Walt.
Piet J. van der Walt (1924-1999) est un professeur d'université, criminologue et homme politique d'Afrique du Sud qui fut notamment maire de Pretoria (1963-1965).

## Biographie
Né dans une famille modeste afrikaner, Piet van der Walt exerce plusieurs métiers, dont celui de barbier, tout en continuant des études supérieures. Diplômé d'un doctorat en criminologie, il en devient l'un des spécialistes universitaires. Maitre de conférences à l'Université de Pretoria à partir de 1949, auteur de nombreux ouvrages universitaires de criminologie, il est le premier chef du département de criminologie de l'Université d'Afrique du Sud qu'il dirige de 1960 à 1984.
Il participe à la vie politique locale de Pretoria dans les rangs du parti national. Conseiller municipal durant 20 ans, il est maire de Pretoria de 1963 à 1965, période durant laquelle il inaugure le Pretoria Art Museum.
Le West End Theatre situé dans Pretoria West fut baptisé Piet van der Walt theatre.